# Інокентій Гловацький
Інокентій Гловацький (пол. Inokentij Hłowacki; 19 липня або 19 грудня 1886, Дорогиничі біля Горохіва — після 18 травня 1940, УРСР) — український політик, сенатор 3-го терміну Польської Республіки, жертва Катинського розстрілу.

## Життєпис

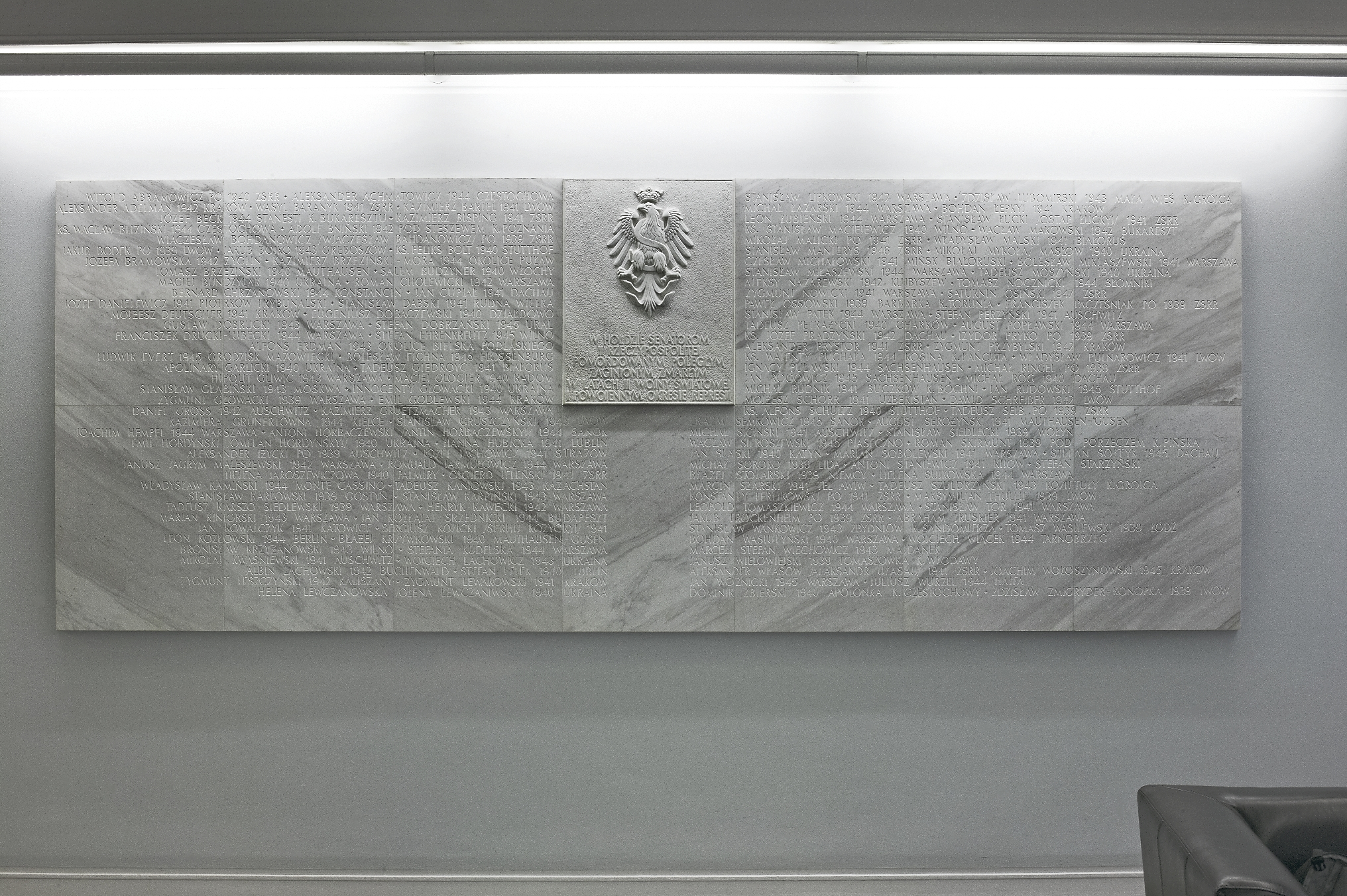
Пам'ятна дошка в Сенаті Республіки Польща

Він був сином Дементія (Димитрія, Дмитра) та Мілетини, уродженої Лінчевської. Закінчив 4 роки духовної семінарії в Мінську, потім склав іспит на вчителя початкової школи. У 1910—1912 рр. вчителював у Новосюлках Володимирського повіту, але через діяльність в українському національному русі був змушений звільнитися. Згодом працював в агрономічному відділі Володимирського земства.
Надійних відомостей про період діяльності Інокентія Гловацького за часів УНР не виявлено. Єдина згадка про нього міститься у єврейській пресі, де повідомляється, що він, наражаючи себе на небезпеку, зупинив ініційований вояками УНР погром в Острозі.
Працював хліборобом, був членом сільськогосподарської кооперативи в Острозі в 1920-х роках. У 1930-х роках був президентом Спілки кооператорів Волині.
У 1928 році він став членом Безпартійного блоку співпраці з урядом і працював торговцем.
Інокентій Гловацький був активним у громадському житті, завдяки чому українці Волинського воєводства обрали його сенатором. Цю високу посаду він обіймав з 1930 по 1935 рік.
Інокентій Гловацький був серед тих, хто заснував Волинське Українське об’єднання, а також брав участь у створенні та керував українським Товариством імені митрополита Петра Могили, яке підтримувало православну освіту та традиції. Товариство займалося просвітою, видавало українські часописи та книги, створювало школи й організовувало безкоштовні курси. Крім того, воно регулярно допомагало матеріально українській гімназії в Луцьку та намагалося повернути Почаївську лавру українській церкві. Відомо, що в 1934 році Інокентій Гловацький відкрив в Острозі читальню. Під час Голодомору він входив до Волинського громадського комітету допомоги голодуючим в Україні.
Після початку Другої світової війни та радянської агресії проти Польщі 17 вересня 1939 року був заарештований НКВД як український націоналіст. 118 травня 1940 року його мали депортувати до в'язниці в Києві. Його ім'я потрапило до так званого «Українського катинського списку», опублікованого в 1994 році (він значився в депортаційному списку 41/3-54 під номером 687). Похований на польському військовому кладовищі в Києві у Биківні, відкритому у 2012 році. Інші джерела стверджували, що його розстріляли на території Казахстану.
Інокентій Гловацький увічнений на меморіальній дошці, відкритій 3 липня 1999 року на будівлі Сенату Республіки Польща на честь сенаторів Другої Речі Посполитої, які загинули під час Другої світової війни та в період післявоєнних репресій.